# 425
Період падіння Західної Римської імперії. У Східній Римській імперії триває правління Феодосія II. У Західній розпочалося правління Валентиніана III, значна частина території окупована варварами, зокрема в Іберії утворилося Вестготське королівство. У Китаї правління династії Лю Сун. В Індії правління імперії Гуптів. У Японії триває період Ямато. У Персії править династія Сассанідів.
На території лісостепової України Черняхівська культура. У Північному Причорномор'ї готи й сармати. Історики VI століття згадують плем'я антів, що мешкало на території сучасної України приблизно з IV сторіччя. З'явилися гуни, підкорили остготів та аланів й приєднали їх до себе.

## Події
- Узурпатора Іоанна переможено в Равенні. Його полонили, привезли в Аквілею, провели на віслюку на параді й стратили.
- Імператором Західної Римської імперії став Валентиніан III, однак правління здійснювала його мати Галла Плацидія.
- Флавій Аецій з 60 тисячами гунів прибув у Північну Італію. Проте він зумів домовитися з Галлою Плацидією і отримав посаду військового магістра в Галлії.
- Гуни пішли на Східну Римську імперію, але їх зупинила епідемія серед коней.
- Ефталіти захопили Согдіану й Хорасан, що належали персам.

## Померли
- Іоанн, римський імператор.